# Курихара, Мэгуми
Мэгуми Курихара (яп. 栗原 恵 Курихара Мэгуми, ромадзи Megumi Kurihara; 31 июля 1984 года, Этадзима) — японская волейболистка, доигровщица клуба «Окаяма Сигалс» и сборной Японии. Бронзовый призёр чемпионата мира (2010).

## Физические параметры
- Рост: 187 см
- Высота атаки: 315 см
- Высота блока: 295 см
- Вес: 68 кг

## Достижения

### Со сборной Японии
- Бронзовый призёр чемпионата мира (2010).
- Чемпионка Азии (2007), серебряный (2003) и бронзовый (2009) призёр чемпионата Азии.

### С клубами
- Чемпионка Японии (2006).
- Серебряный призёр Кубка Императора (2008).
- Серебряный призёр Кубка России (2011).

### Личные
- Лучший бомбардир Гран-при (2008)
- Лучшая подающая Гран-при (2008)
- Лучшая подающая чемпионата Японии (2007, 2009)